# Otto Erich Deutsch

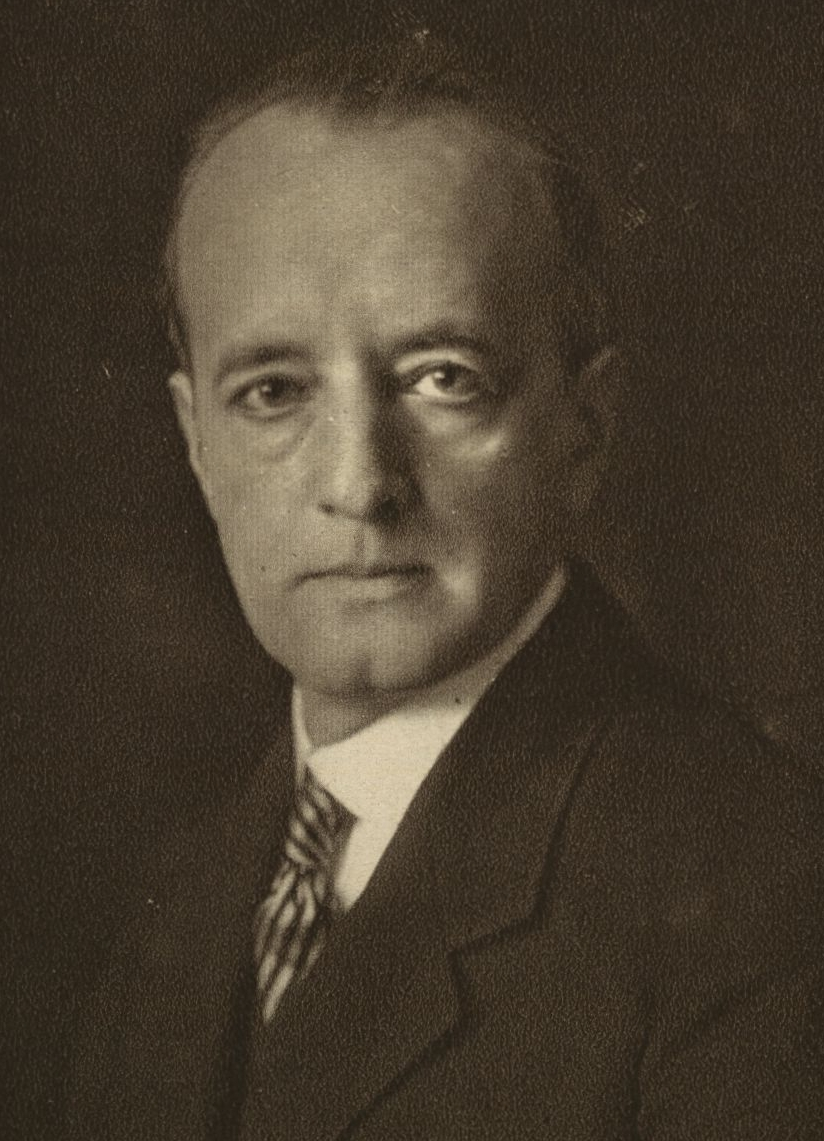
Otto Erich Deutsch

Otto Erich Deutsch (Wenen, 5 september 1883 – aldaar, 23 november 1967) was een Oostenrijks musicoloog, die vooral bekend werd doordat hij de werken van Franz Schubert catalogiseerde.
Deutsch studeerde aan de universiteit van Wenen en Graz. Hij maakte een speciale studie van Schubert en Mozart. Van 1939 tot 1951 woonde hij, gevlucht voor de nazi's, in Engeland.
De Deutsch-indeling van Schuberts werken is herkenbaar aan de aanduiding 'D' in uitgaven van deze werken, bijvoorbeeld Pianosonate in Bes-groot D 960.

## Publicaties
De lange lijst met publicaties van Otto Erich Deutsch omvat onder andere:
- Schubert-Brevier (1905)
- Franz Schubert - biografie in 3 delen (1913/1914)
- Schubert. A documentary Biograph  (1946)
- Schubert, Thematic Cataloque (1951)
- Schubert, Briefe und Geschrifte (1954)
- Händel, a documentary biography (1955)
- Mozart, die Dokumente seines Lebens (1961)
- Mozart and his world in contemporary pictures (1961)
- Mozarts Briefe (2 delen, 1962)
- Schubert, die Dokumente seines Lebens (1964)

Daarnaast schreef Deutsch nog talrijke studies en verzamelde hij als systematicus gegevens over Haydn, Beethoven, Händel en Brahms.

## Bron
- Gerrit Slagmolen, Muzieklexicon A-Z, Bruna, 1974 (Zwarte Beertjes Pocket 1367)

Bach-Werke-Verzeichnis · Buxtehude-Werke-Verzeichnis · Deutsch (Schubert) · Händel-Werke-Verzeichnis · Köchelverzeichnis (Mozart) · Hoboken-Verzeichnis (Haydn) · Ryom-Verzeichnis (Vivaldi)